# Катастрофа Boeing 747 над Тайваньским проливом
Катастрофа Boeing 747 над Тайваньским проливом — крупная авиационная катастрофа, произошедшая в субботу 25 мая 2002 года. Авиалайнер Boeing 747-209B авиакомпании China Airlines совершал плановый рейс CI 611 (позывной — Dynasty 611) по маршруту Тайбэй—Гонконг, но через 25 минут после взлёта внезапно развалился на части и рухнул в Тайваньский пролив. Погибли все находившиеся на его борту 225 человек — 206 пассажиров и 19 членов экипажа.
Причиной катастрофы стал механический износ деталей крепления вследствие некачественного ремонта хвостовой части после случившегося ранее её повреждения.
На текущее время катастрофа рейса 611 остаётся крупнейшей (по числу погибших) в истории Китайской Республики.

## Самолёт
Boeing 747-209B (регистрационный номер B-18255, заводской 21843, серийный 386) был выпущен в 1979 году (первый полёт совершил 16 июля). 31 июля того же года был передан авиакомпании China Airlines с бортовым номером B-1866; 1 января 1999 года был перерегистрирован и его б/н сменился на B-18255. Оснащён четырьмя турбовентиляторными двигателями Pratt & Whitney JT9D-7AW. На день катастрофы 22-летний авиалайнер совершил 21 180 циклов «взлёт-посадка» и налетал 64 394 часа.
7 февраля 1980 года, за 22 года до катастрофы, во время посадки в аэропорту Гонконга самолёт задел хвостовой частью взлётную полосу. Впоследствии хвостовая часть была отремонтирована (за 3 дня; с 23 по 26 мая 1980 года), и самолёт продолжил выполнять рейсы.

## Экипаж и пассажиры
Самолётом управлял очень опытный экипаж, состав которого был таким:
- Командир воздушного судна (КВС) — 51-летний И Цинъфэн (англ. Ching-Fong Yi, кит. 易清豐). Очень опытный пилот, проработал в авиакомпании China Airlines 11 лет (с 1 мая 1991 года). В должности командира Boeing 747 — с марта 1997 года. Налетал 10 148 часов, 4732 из них на Boeing 747.
- Второй пилот — 52-летний Се Ясюн (англ. Yea Shyong Shieh, кит. 謝亞雄). Очень опытный пилот, проработал в авиакомпании China Airlines 12 лет и 3 месяца (с 1 февраля 1990 года). Налетал 10 173 часа, 5831 из них на Boeing 747.
- Бортинженер — 54-летний Чао Сэньго (англ. Sen Kuo Chao, кит. 趙盛國). Проработал в авиакомпании China Airlines 22 года и 2 месяца (c 1 марта 1977 года). Налетал 19 117 часов, 15 397 из них на Boeing 747.

В салоне самолёта работали 16 бортпроводников:
- Шэн Лиго (англ. Sheng Liguo, кит. 盛俐國),
- Е Аньчен (англ. Ye Ancheng, кит. 葉安成),
- Чен Айлунь (англ. Chen Ailun, кит. 陳愛倫),
- Чен Цяньру (англ. Cheng Qianru, кит. 程倩如),
- Лу Хуэйчжу (англ. Lu Huizhu, кит. 盧惠珠),
- Тянь Ю (англ. Tian Yu, кит. 田瑜),
- Фань Хуэйтин (англ. Fan Huiting, кит. 范惠婷),
- Цю Цинъи (англ. Qiu Qingyi, кит. 邱慶一),
- Ю Сонъэ (англ. Yu Song'e, кит. 于松娥),
- Чэнь Цзинъи (англ. Chen Jingyi, кит. 陳靜怡),
- Цай Илинь (англ. Tsai Yilin, кит. 蔡依霖),
- Чен Наити (англ. Chen Naiti, кит. 陳乃禔),
- Го Румэй (англ. Guo Rumei, кит. 郭如梅),
- Линь Иси (англ. Lin Yici, кит. 林憶慈),
- Сюй Хуэйтин (англ. Xu Huiting, кит. 徐惠婷),
- Гао Синмэй (англ. Gao Xinmei, кит. 高欣梅).

| Гражданство          | Пассажиры | Экипаж | Всего |
| -------------------- | --------- | ------ | ----- |
| Китайская Республика | 190       | 19     | 209   |
| Китай                | 9         | 0      | 9     |
| Гонконг              | 5         | 0      | 5     |
| Сингапур             | 1         | 0      | 1     |
| Швейцария            | 1         | 0      | 1     |
| Всего                | 206       | 19     | 225   |

Всего на борту самолёта находились 225 человек — 19 членов экипажа и 206 пассажиров.

## Катастрофа
25 мая 2002 года Boeing 747-209B борт B-18255 вылетел из аэропорта Чан-Кайши в 15:08 NST (07:08 UTC) и взял курс на Гонконг.
В 15:33, когда рейс CI 611 занял эшелон FL350 (10 600 метров), у него внезапно оторвалась хвостовая часть; после этого лайнер перешёл в пикирование, рассыпался на несколько частей и рухнул в Тайваньский пролив в 45 километрах от острова Пэнху. Катастрофа развивалась мгновенно, из-за чего пилоты даже не успели выйти на связь с авиадиспетчерами.
В 15:37 NST два самолёта авиакомпании Cathay Pacific во время пролёта над Тайваньским проливом поймали сигнал аварийного радиобуя с упавшего самолёта. Все 225 человек на борту рейса CI 611 погибли.

## Расследование
Расследование причин катастрофы рейса CI 611 проводил Совет по авиационной безопасности (ASC).
Окончательный отчёт расследования был опубликован 25 февраля 2005 года.
Согласно отчёту, причиной катастрофы стало то, что самолёт разрушился в воздухе из-за усталостной трещины на секции № 46 хвостовой части самолёта, которая в феврале 1980 года была повреждена во время посадки под большим углом и впоследствии была некачественно отремонтирована.

## Последствия катастрофы
Авиакомпания China Airlines в знак уважения к пассажирам и экипажу рейса 611 сменила номер рейса Тайбэй—Гонконг с CI 611 на CI 619.

## Культурные аспекты
Катастрофа рейса 611 China Airlines показана в 7 сезоне канадского документального телесериала Расследования авиакатастроф в серии Распавшийся за секунды.